# Bojan Beljanski
Pour les articles homonymes, voir Beljanski.
Bojan Beljanski (en serbe : Бојан Бељански), né le 22 juin 1986 à Bačka Palanka, est un joueur serbe de handball. Il mesure 2,02 mètres et pèse 100 kilos. Il joue au poste de pivot et évolue depuis 2018 dans le club suisse du Kadetten Schaffhouse. Il joue également dans l'équipe nationale de Serbie.

## Palmarès
- Championnat d'Europe
  -  Médaille d'argent au Championnat d'Europe 2012,  Serbie
  - 15e place au Championnat d'Europe 2016,  Pologne
  - 12e place au Championnat d'Europe 2018,  Croatie

- Jeux olympiques
  - 9e place aux Jeux olympiques 2012,  Royaume-Uni